# منتخب نيجيريا لكرة قدم الصالات
منتخب نيجيريا لكرة قدم الصالات (بالإنجليزية: Nigeria national futsal team)‏ هو ممثل نيجيريا الرسمي في المنافسات الدولية في كرة الصالات .